# Captain Black
«Captain Black» — торговая марка сигарилл, сигар (машинной крутки), курительного и трубочного табака. Один из самых продаваемых брендов датской компании Scandinavian Tobacco Group в США, на Ближнем Востоке, в России, странах Восточной Европы и некоторых странах Азии.

## История
Табак «Captain Black» впервые появился в 1939 году.
Сигариллы под этим брендом выпускаются дочерней компанией Scandinavian Tobacco Group — Lane Limited в городе Джэксонвилле (штат Флорида) с 1996 года. В 1996 году было произведено 76 миллионов сигарилл, что составило 5,1 % от общего производства сигарилл в США этого года. Другая фабрика Lane Limited располагается в Такере (штат Джорджия).
В России
В России продукция под брендом «Captain Black» появилась в середине 1990-х годов, став самым продаваемым брендом в сегменте сигарилл. Так по состоянию на 2003 год его доля на московском рынке сигарилл составляла 68,6 %, а в 2006 году — в этом сегменте на российском рынке в натуральном выражении составляла около 75 %.
С 2006 года продукция этого бренда импортируется в Россию компанией British American Tobacco, в которой было выделено отдельное направление, занимающееся дистрибуцией только сигар «Dunhill» и продуктов под брендом «Captain Black». В том же году British American Tobacco провела редизайн бренда, вывела на рынок новое семейство сигарилл «Captain Black Miniatures» и провела масштабную рекламную кампанию, направленную на поддержку бренда.
В ноябре 2006 года на российский рынок была выведена новая версия производимых в Бельгии сигарилл «Captain Black» в портсигарной упаковке. Обернутые в цельный табачный лист сигариллы были представлены в трёх различных вкусах «Original Aroma», «Carribean Rum Aroma» и «Madagascar Vanilla Aroma».